# Søren Wærenskjold
Søren Wærenskjold (Mandal, 12 de março de 2000) é um desportista norueguês que compete no ciclismo na modalidade de rota. Ganhou uma medalha de prata no Campeonato Europeu de Ciclismo em Estrada de 2021, na prova de contrarrelógio sub-23.

## Medalheiro internacional
| Campeonato Europeu | Campeonato Europeu | Campeonato Europeu | Campeonato Europeu    |
| Ano                | Lugar              | Medalha            | Competição            |
| ------------------ | ------------------ | ------------------ | --------------------- |
| 2021               | Trento ( Itália)   | Medalha de prata   | Contrarrelógio sub-23 |

## Palmarés
- 2020
  - Volta a Rodas, mais 2 etapas
  - 3.º no Campeonato da Noruega Contrarrelógio

- 2021
  - 1 etapa da Corrida da Paz sub-23
  - 2.º no Campeonato da Noruega Contrarrelógio 
  - 2 etapas do Tour de l'Avenir
  - 2.º no Campeonato Europeu Contrarrelógio sub-23